# Jacopo Napoli
Jacopo Napoli (Nápoles, 26 de agosto de 1911-Ascea, 1994) fue un compositor italiano.

## Biografía
Nacido en Nápoles en el seno de una familia con tradición musical, su padre era el profesor y compositor Gennaro Napoli, con quien estudió composición en el Conservatorio de Nápoles, además de obtener diplomas en piano y órgano. Fue profesor de composición en el conservatorio de música de Cagliari y director del conservatorio de Nápoles entre 1958 y 1962, año en que asumió la dirección del Conservatorio Giuseppe Verdi de Milán. Fue miembro del Consejo Superior de Antigüedades y Bellas Artes y de la Academia Nacional de Santa Cecilia en la que entre 1972 y 1976 ocupó la cátedra del conservatorio del mismo nombre. En 1975 fue nombrado director artístico de la Ópera de Roma y al año siguiente director artístico del Teatro San Carlo de Nápoles. Sus composiciones incluyen música de cámara, canciones, las óperas Miseria e nobiltà, Il malato immaginario y Un curioso accidente, así como las obras para orquesta Preludio di caccia y La festa di Anacapri. 
Su hermano fue el arqueólogo Mario Napoli.